# Zdzisława Czeska
Zdzisława Czeska, zwana też Zdzisławą z Lemberku, Zdzisławą Berką, Zdzisławą z Moraw (ur. 1215/1220 w Krzyżanowie w Czechach, zm. 1252 w Lemberku) – tercjarka dominikańska, święta Kościoła katolickiego.

## Życiorys
Urodziła się w Krzyżanowie na Morawach. Jej ojcem był burgrabia morawski Przybysław z Krzyżanowa, matka Sybilla pochodziła z Sycylii, przybyła do Czech z dworem Kunegundy żony króla Wacława I. Rodzice Zdzisławy ufundowali opactwo cysterskie w Zdziarze nad Sazawą. Zdzisława była najstarsza z pięciorga rodzeństwa. W wieku ok. 15 lat została wydana za mąż za Havla (Gawła), pana na zamku w Lemberku. Małżeństwo to miało czworo dzieci. Zdzisława wraz z mężem ufundowała 2 klasztory dominikańskie: w Turnovie i Jablonném. Została tercjarką dominikańską. Pomagała chorym i pielgrzymom. Współcześni nazywali ją Matką Biedaków. Jeszcze za życia przypisywano jej wiele uzdrowień.

## Kult
Kult zatwierdził Pius X 28 sierpnia 1907 roku. Kanonizowana została 21 maja 1995 przez Jana Pawła II w Ołomuńcu, wspólnie z pochodzącym ze Śląska Cieszyńskiego Janem Sarkandrem.
Patronat
Jest patronką młodych małżonek i matek.
Dzień obchodów
W Martyrologium Rzymskim została wpisana pod dniem 1 stycznia, w liturgii dominikańskiej 3 stycznia, a w Kościele katolickim w Polsce wspomnienie liturgiczne obchodzone jest 30 maja.
Ikonografia
W ikonografii najczęściej jest przedstawiana w habicie tercjarki dominikańskiej.
Jej atrybutem jest kościół dominikański.
Relikwie i sanktuaria
Została pochowana w dominikańskim kościele – bazylice mniejszej św. Wawrzyńca w Jablonném.